# Mefiboset
Mefiboset (Hebreeuws: מְפִיבֹשֶׁת, "uit de mond van schaamte" of "uit de mond van schande") is een naam uit de Hebreeuwse Bijbel en heeft betrekking op twee verschillende personen.

## Zoon van Saul
Mefiboset was een zoon van koning Saul en zijn bijvrouw Rizpa (2 Samuel 21:8). Na de dood van Saul willen de Gibeonieten voldoening voor het feit dat Saul hen probeerde uit te roeien. Zeven nakomelingen van Saul werden door koning David aan de Gibeonieten overgeleverd om gedood te worden, waaronder genoemde Mefiboset. Na hun dood hield Rizpa 's nachts de wacht bij hun lijken. Later begroef David hen bij het graf van Saul en Jonatan (2 Samuel 21:1-14).

## Zoon van Jonathan

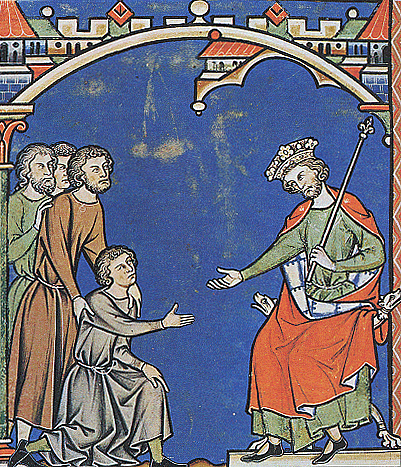
Illustratie uit de Morgan Bible van Mefiboset en koning David

Deze Mefiboset wordt ook wel Merib-Baäl (Hebreeuws: מְרִיב־בַּעַל) genoemd (1 Kronieken 8:34; 9:40). Hij was de zoon van Jonatan en dus kleinzoon van koning Saul en neef van bovengenoemde Mefiboset. Toen Saul en Jonatan stierven, was Mefiboset vijf jaar. Door het bericht van hun dood raakte de verzorgster van Mefiboset in paniek en liet Mefiboset vallen, waarop hij kreupel werd aan beide voeten (2 Samuel 4:4).
David wilde naar het verbond dat hij met Jonathan had gesloten (1 Samuel 20:12-17) de nakomelingen van Jonatan gunst betonen en ging naar hen op zoek. Dankzij Ziba, een voormalige knecht van Saul, kwam hij erachter dat er maar één nakomeling over was, namelijk Mefiboset (2 Samuel 9:1-4). David liet hem bij zich brengen. Toen Mefiboset bij David kwam, boog hij diep voor David. Deze verzekerde hem dat hij geen kwaad in de zin had en zei dat Mefiboset voortaan bij hem aan tafel zou eten, als was hij zijn eigen zoon (2 Samuel 9:5-11).
Jaren later, toen David voor zijn zoon Absalom uit Jeruzalem moest vluchten, kwam Ziba hem tegemoet. David vroeg waar Mefiboset was. Ziba loog en zei dat deze in Jeruzalem bleef in de verwachting dat hij weer koning zou worden van het rijk van zijn vader. Hierop gaf David hem alle bezittingen van Mefiboset (2 Samuel 16:1-4). Later ontmoette David Mefiboset weer en vroeg waarom hij niet bij hem was gekomen. Mefiboset wees erop dat hij kreupel was en dat Ziba een ezel voor hem zou zadelen, maar dit niet had gedaan en bovendien David had bedrogen. David besloot dat Mefiboset en Ziba hun bezittingen maar onderling moesten verdelen (2 Samuel 19:24-29).
Mefiboset wordt hierna in de Hebreeuwse Bijbel alleen genoemd in een stamboom (1 Kronieken 9:40-44).